# Барон Клинтон

Герб баронов Клинтон

Барон Клинтон — наследственный титул в системе Пэрства Англии, созданный в 1298 году для сэра Джона де Клинтона.

## История титула

Герб рода Фортескью

Герб семьи Трефусис

Титул барона Клинтона был создан 6 февраля 1298 года для английского рыцаря сэра Джона де Клинтона (умер в 1315), который участвовал в войнах с Шотландией и Францией. Баронский титул был создан с правом наследования по мужской и женской линиям. Джон де Клинтон, 5-й барон Клинтон (1410—1464), воевал на стороне йоркистов в войне Алой и Белой розы. В 1461 году он был лишен титула и владений, но позднее был восстановлен в правах. Его потомок Эдвард Клинтон, 9-й барон Клинтон (1512—1585), в 1572 году получил титул графа Линкольна. Баронский и графский титулы оставались едиными до смерти в 1692 году Эдварда де Клинтона, 5-го графа Линкольна и 13-го барона Клинтона. Графство унаследовал его двоюродный брат, Фрэнсис Клинтон, 6-й граф Линкольн (1635—1693). Баронский титул оказался в состоянии ожидания, на него претендовали две тётки 5-го графа, Маргарет и Арабелла, дочери Теофилиуса де Клинтона, 4-го графа Линкольна и 12-го барона Клинтона.
В 1721 году баронский титул был восстановлен для Хью Фортескью, 14-го барона Клинтона (1696—1751), внука Маргарет Клинтон и Хью Боскауэна (1625—1701). Их дочь, Бриджит Боскауэн (умерла в 1708), стала женой Хью Фортескью (1665—1719), сына Артура Фортескью от Барбары Элфорд, и имела сына сэра Хью Фортескью (1696—1751). В 1746 году для последнего были созданы титулы барона Фортескью из Касл Хилла в графстве Девоншир (с правом наследования для его сводного брата Мэтью Фортескью) и графа Клинтона с правом наследования для своих сыновей. Граф был бездетным, и после его смерти графство Клинтон угасло, но титулы барона Клинтона и барона Фортескью продолжили своё отдельное существование. Титул барона Фортескью унаследовал его сводный брат, Мэтью Фортескью, 2-й барон Фортескью (1719—1785). Баронство Клинтон унаследовала его вторая кузина, Маргарет Ролле (1709—1781), внучка леди Арабеллы Клинтон, младшей дочери Теофилиуса де Клинтона, 4-го графа Линкольна и 12-го барона Клинтона (1600—1667). Маргарет Ролле была вдовой Роберта Уолпола, 2-го графа Орфорда (1701—1751), и дочерью Сэмюэла Ролле, сына депутата Роберта Ролле (умер в 1660) и его жены Арабеллы Клинтон. Маргарет Ролле наследовал её сын, Джордж Уолпол, 3-й граф Орфорд и 16-й барон Клинтон (1730—1791). Он был бездетным, и после его смерти в 1791 году графский титул перешел к его дяде Хорасу Уолполу, 4-му графа Орфорду (1717—1797), а титул барона Клинтона вновь оказался в состоянии ожидания.
В 1794 году баронский титул был восстановлен для кузена покойного графа Орфорда Роберта Джорджа Уильяма Трефусиса (1764—1797), который стал 17-м бароном Клинтоном. Он потомком Бриджит Ролле (1648—1721), дочери Роберта Ролле и Арабеллы Клинтон, младшей дочери 4-го графа Линкольна. Бриджит Ролле вышла замуж за Фрэнсиса Трефусиса из Трефусиса в Корнуолле, от брака с которым у неё был сын Сэмюэл Трефусис (1677—1724), чей правнук стал 17-м бароном Клинтоном. Младший сын последнего, Чарльз Рудольф Трефусис, 19-й барон Клинтон (1791—1866), представлял Каллингтон в Палате общин (1813—1818). Его преемником стал его сын, Чарльз Ролле Трефусис, 20-й барон Клинтон (1834—1904). Он был депутатом Палате общин от Северного Девона (1857—1866), занимал должность заместителя министра по делам Индии в консервативных администрациях графа Дерби и Бенджамина Дизраэли (1867—1868), а также служил в качестве лорда-лейтенанта Девоншира (1887—1904). В 1867 году барон Клинтон, получив королевское разрешение, принял дополнительные фамилии «Хепберн-Стюарт-Форбс», которые принадлежали его тестю. Его сын, Чарльз Джон Роберт Хепберн-Стюарт-Форбс-Трефусис, 21-й барон Клинтон (1863—1957), занимал должности лорда-хранителя печати герцогства Ланкастерского (1913—1933), парламентского секретаря Совета по сельскому хозяйству и рыболовству (1918—1919) и лорда-хранителя рудников (1921—1933). В 1957 году после его смерти баронский титул оказался в состоянии ожидания между его двумя дочерьми, Гарриет (1887—1958) и Фенеллой (1889—1966).
В 1965 году баронский титул был передан Джеральду Невиллу Марку Фейну Трефусису, 22-му барону Клинтону (1934—2024). Он был единственным сыном капитана Чарльза Невилла Фейна, погибшего во время Второй мировой войны, старшего сына Гарриет Трефусис и её мужа, майора Генри Невилла Фейна (1883—1947). Генри Фейн был внуком Артура Фейна (1809—1872), второго сына генерала Генри Фейна (1778—1840), главнокомандующего армии Ост-Индийской компании, сына политика Генри Фейна (1739—1802) и внука Томаса Фейна, 8-го графа Уэстморленда (1701—1771). Барон Клинтон еще в 1958 году принял дополнительную фамилию «Трефусис».
На 2024 год держателем титула является Чарльз Патрик Ролле Фейн-Трефусис, 23-й барон Клинтон (21 марта 1962), который наследовал отцу в 2024 году.

## Резиденции
Семейная резиденция баронов Клинтон — Heanton Satchville в Huish, в окрестностях Мертона в Северном Девоншире, был построен в 1782 году как «Иннс-хаус» сэра Джеймса Иннса, герцога Роксбурга. В 1805 году поместье приобрел Роберт Коттон Трефусис, 18-й барон Клинтон (1787—1832), переименовавший его в Heanton Satchville (он сгорел в 1935 году и позднее был восстановлен).
После смерти в 1907 году достопочтенного Марка Ролле (1835—1907) Биктон-хаус, в окрестностях Эксмута (Восточный Девоншир), стал главной резиденцией 21-го барона Клинтона до его смерти в 1957 году.
1-й барон Клинтон проживал в замке Максток (графство Уорикшир), наследстве своей жены. 5-й барон Клинтон обменял его на земли в Нортгемптоншире. Резиденция 9-го барона Клинтона находилась в Линкольншире, он получил его благодаря браку с Элизабет Блаунт. Резиденцией 14-го барона Клинтона был Касл-Хилл в Filleigh (Северный Девоншир), перестроенный в стиле Палладио. 15-я баронесса проживала в Heanton Satchville в Petrockstowe, древней резиденции семьи Ролле, хотя последние годы жизни она провела на континенте и умерла в Пизе, оставив своего первого мужа. Её сын, 16-й барон Клинтон, проживал в Хоутон-холле в Норфолке. Heanton Satchville в Petrockstowe на короткое время стал резиденцией 17-го барона, но в 1795 году сгорел. Его сын 18-й барон Клинтон купил Иннс-хаус на другой стороне болотистой долины и переименовал его в Heanton Satchville.

## Бароны Клинтон (1298)
- 1298—1315: Джон де Клинтон, 1-й барон Клинтон (ок. 1258—1315), сын Томаса де Клинтона[1];
- 1315—1335: Джон де Клинтон, 2-й барон Клинтон (ок. 1300—1335), старший сын предыдущего[2];
- 1335—1398: Джон де Клинтон, 3-й барон Клинтон (ум. 8 сентября 1398), единственный сын предыдущего[3];
- 1398—1431: Уильям де Клинтон, 4-й барон Клинтон (1378 — 30 июля 1431), единственный сын Уильяма Клинтона (ум. 1383), внук предыдущего[4];
- 1431—1464: Джон де Клинтон, 5-й барон Клинтон (1410 — 24 сентября 1464), единственный сын предыдущего от второго брака[5];
- 1464—1488: Джон Клинтон, 6-й барон Клинтон (1431 — 29 февраля 1488), единственный сын предыдущего от первого брака[6];
- 1488—1514: Джон Клинтон, 7-й барон Клинтон (1471 — 4 июня 1514), единственный сын предыдущего от первого брака[7];
- 1514—1517: Томас Клинтон, 8-й барон Клинтон (1490 — 7 августа 1517), единственный сын предыдущего от первого брака[8];
- 1517—1585: Эдвард Клинтон, 9-й барон Клинтон (1512 — 16 января 1585), единственный сын предыдущего, граф Линкольн с 1572 года[9].

## Графы Линкольн (1572)

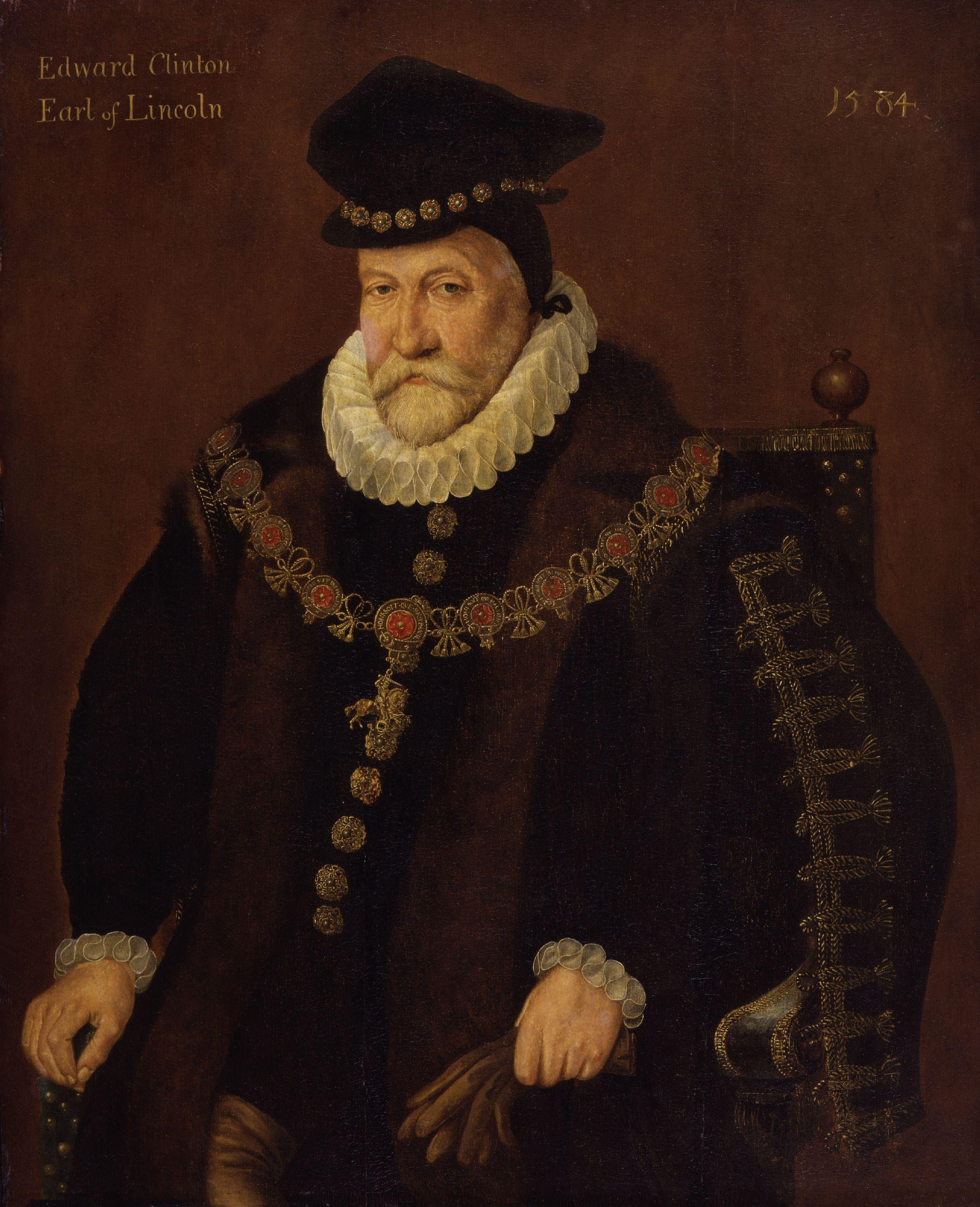
Эдвард Клинтон, 1-й граф Линкольн, 1584 год, Национальная портретная галерея (Лондон)

- 1572—1585: Эдвард Клинтон, 1-й граф Линкольн, 9-й барон Клинтон (1512 — 16 января 1585), единственный сын Томаса Клинтона, 8-го барона Клинтона[9];
- 1585—1616: Генри Клинтон, 2-й граф Линкольн, 10-й барон Клинтон (1541 — 29 сентября 1616), старший сын предыдущего от второго брака[10];
- 1616—1619: Томас Клинтон, 3-й граф Линкольн, 11-й барон Клинтон (1568 — 15 января 1619), старший сын предыдущего от первого брака[11];
- 1619—1667: Теофилус Клинтон, 4-й граф Линкольн, 12-й барон Клинтон (1600 — 21 мая 1667), старший сын предыдущего[12];
- 1667—1692: Эдвард Клинтон, 5-й граф Линкольн (ок. 1650 — 25 ноября 1692), единственный сын Эдварда Клинтона, лорда Клинтона (1624—1657), внук предыдущего[13]. С 1692 года титул в состоянии ожидания.

## Бароны Клинтон (продолжение креации 1298 года)

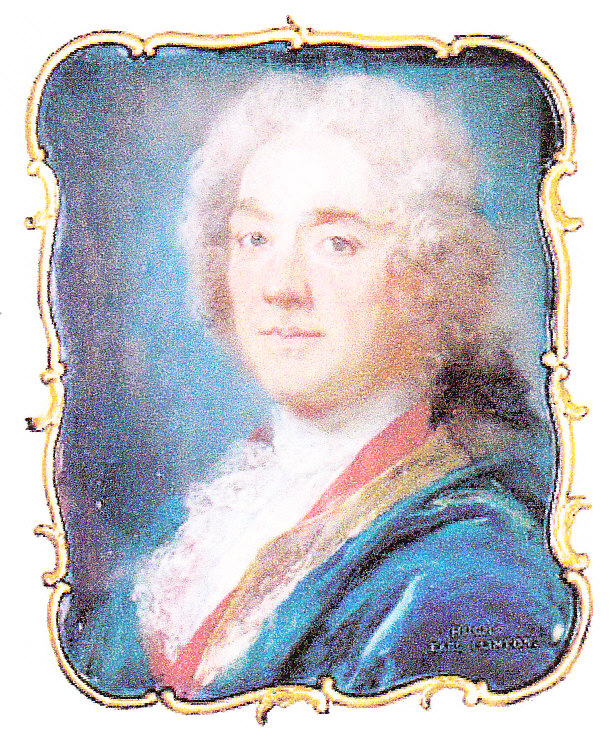
Хью Фортескью, 1-й граф Клинтон, 14-й барон Клинтон (1696—1751)

- 1721—1751: Хью Фортескью, 14-й барон Клинтон (28 июня 1696 — 2 мая 1751), сын Хью Фортескью (ум. 1665) и Бриджит Боскауэн (1666—1708), внук Маргарет Клинтон (ум. 1688), дочери 4-го графа Линкольна, барон Фортескью и граф Клинтон с 1749 года[14].

## Бароны Фортескью и графы Клинтон (1749)
- 1749—1751: Хью Фортескью, 1-й граф Клинтон, 14-й барон Клинтон (28 июня 1696 — 2 мая 1751), сын Хью Фортескью (ум. 1665) и Бриджит Боскауэн (1666—1708), внук Маргарет Клинтон (ум. 1688), дочери 4-го графа Линкольна[14]. Титул в состоянии ожидания с 1751 года.

## Бароны Клинтон (продолжение креации 1298 года)

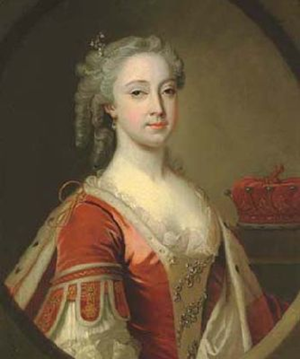
Маргарет Ролле, 15-я баронесса Клинтон, графиня Орфорд (1709—1781)

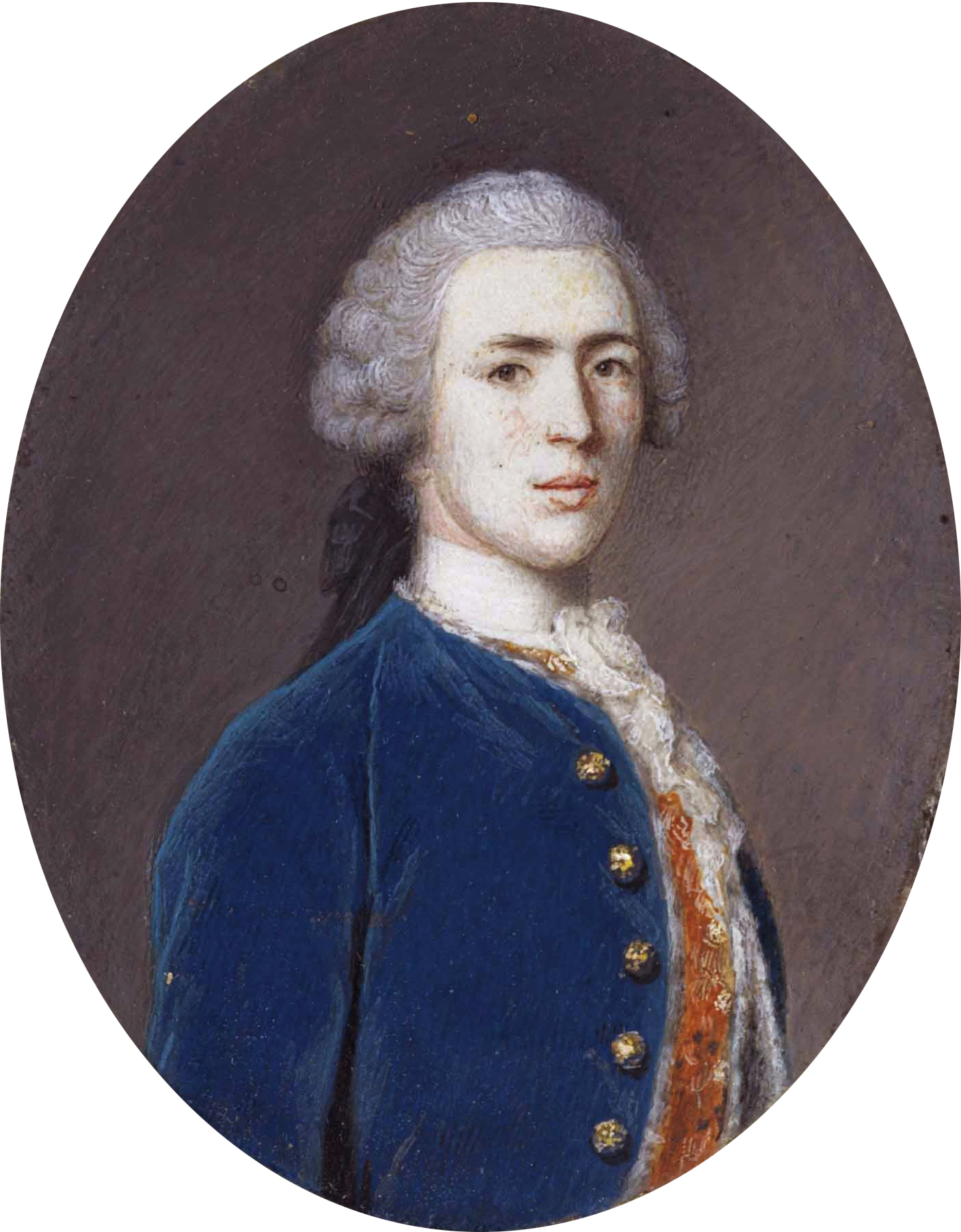
Джордж Уолпол, 3-й граф Орфорд, 16-й барон Клинтон, 1751 год

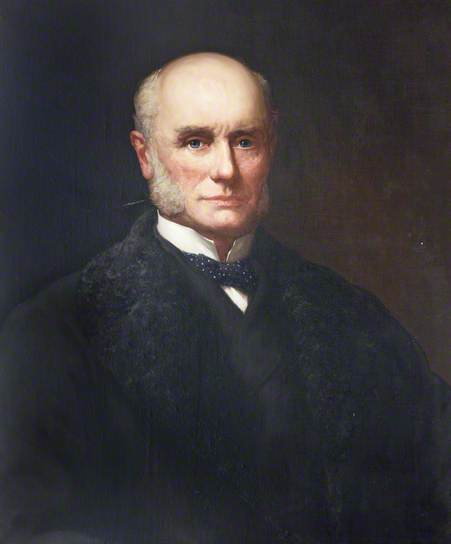
Чарльз Герберт-Стюарт-Форбс-Трефусис, 20-й барон Клинтон

- 1760—1781: Маргарет Ролле, 15-я баронесса Клинтон (17 января 1709 — 13 января 1781), дочь Сэмюэла Ролле (1646—1719), сына Роберта Ролле (ум. 1663) и Арабеллы Клинтон, дочери 4-го графа Линкольна[15];
- 1781—1791: Джордж Уолпол, 3-й граф Орфорд, 16-й барон Клинтон (2 апреля 1730 — 5 декабря 1791), единственный сын предыдущей от первого брака[16];
- 1794—1797: Роберт Джордж Уильям Трефусис, 17-й барон Клинтон (5 октября 1764 — 28 августа 1797), старший сын Роберта Коттона Трефусиса (ок. 1742—1778), от первого брака, двоюродный брат предыдущего[17];
- 1797—1832: Полковник Роберт Коттон Сент-Джон Трефусис, 18-й барон Клинтон (28 апреля 1787 — октябрь 1832), старший сын предыдущего[18];
- 1832—1866: Чарльз Рудольф Трефусис, 19-й барон Клинтон (9 ноября 1791 — 10 апреля 1866), второй сын 17-го барона Клинтона, младший брат предыдущего[19];
- 1866—1904: Чарльз Генри Ролле Хепберн-Стюарт-Форбс-Трефусис, 20-й барон Клинтон (2 марта 1834 — 29 марта 1904), старший сын предыдущего[20];
- 1904—1957: Чарльз Джон Роберт Хепберн-Стюарт-Форбс-Трефусис, 21-й барон Клинтон (18 января 1863 — 5 июля 1957), старший сын предыдущего от первого брака[21]. С 1957 года титул в состоянии ожидания
- 1965—2024: Джерард Невилл Марк Фейн-Трефусис, 22-й барон Клинтон (7 октября 1934 — 2 апреля 2024), единственный сын капитана Чарльза Невилла Фейна (1911—1940), внук майора Генри Невилла Фейна (1883—1947) и достопочтенной Гарриет Хепберн-Стюарт-Форбс-Трефусис (1887—1958), старшей дочери 21-го барона Клинтона[22];
- 2024 — настоящее время: Чарльз Патрик Ролле Фейн-Трефусис, 23-й барон Клинтон (род. 21 марта 1962), единственный сын предыдущего[23]
  - Наследник титула: достопочтенный Эдвард Чарльз Ролле Фейн-Трефусис (род. 26 февраля 1994), старший сын предыдущего[24].